# Kollateral
Kollateraler är personer som släktmässigt befinner sig på samma avstånd (lika många generationer) från en gemensam förfader, till exempel är två barnbarn till en förfader kollateraler sinsemellan. Syskon är alltså kollateraler, liksom kusiner är det och även sysslingar, för att nämna några exempel.